# Monica Roccaforte
Monica Roccaforte   (Budapest, 14 de gener de 1971) és una actriu hongaresa. Va aconseguir notorietat a finals de la dècada del 1990. En total va participar en 35 pel·lícules entre els anys 1997 i 2001. Si bé va rodar inicialment per a la productora Private Media Group, deu la seva fama a les pel·lícules en què va ser dirigida pel director Mario Salieri, les quals representen el gruix de la seva filmografia.
Va iniciar la seva activitat al cinema pornogràfic el 1997, interpretant un petit paper en un film hongarès. El productor italià Mario Salieri, valorant la seva bellesa física i el seu talent interpretatiu, la va convocar a Roma per a incorporar-la al repartiment de la pel·lícula Il confessionale, que va causar polèmica pel fet que les seves escenes van ser rodades dins d'una església catòlica. Roccaforte va signar un contracte en exclusiva que va durar tota la seva carrera com a actriu amb papers habitualment protagonistes. Al començament del segle xxi va decidir retirar-se definitivament.